# Хосокава, Синдзи
Синдзи Хосокава (яп. 細川 伸二 Хосокава Синдзи, 2 января 1960 года в посёлке Итиномия уезда Сисо префектуры Хиого (в настоящее время город Сисо)) — японский дзюдоист, чемпион Олимпийских игр, чемпион мира.

## Биография
Начал заниматься дзюдо в старших классах. Тренировался у отца Тадахиро Номуры, в будущем единственного трёхкратного олимпийского чемпиона по дзюдо. В 1977 году стал чемпионом Японии среди школьников.
В 1978 году поступил в университет Тэнри. В том же году победил на турнире «Олимпийские надежды» в Риге и выиграл чемпионат мира среди студентов в Рио-де-Жанейро. В 1980 году во Вроцлаве подтвердил свой статус сильнейшего в мире среди студентов. В 1981 году победил на международном турнире в Потсдаме, но на чемпионате Японии по дзюдо был лишь третьим. В 1982 году стал обладателем Кубка Дзигоро Кано.
С 1982 года, окончив университет, работал преподавателем в Техническом лицее в префектуре Нара. В 1983 году победил на престижном международном турнире в Тбилиси и был вторым на турнире US Open Colorado Springs.
Победив на отборочных японских соревнованиях явного фаворита Синъити Харагути, был выбран для участия Летних Олимпийских играх 1984 года в Лос-Анджелесе. В его категории боролись 27 дзюдоистов. Борец, победивший во всех схватках группы выходил в финал, где встречался с борцом из другой группы. Проигравшие финалистам, начиная с четвертьфинала, встречались в «утешительных» схватках, по результатам которых определялись бронзовые призёры. Синдзи Хосокава оказался на голову сильнее своих соперников, почти все, кроме одной, схватки закончив досрочно. Умело применяя бросок томоэ нагэ (бросок через голову, с упором ноги в живот) он добился победы этим броском в первых трёх схватках, а полуфинальную и финальную встречи победил, удерживая противника ёко сихо гатамэ (удержание поперёк с захватом головы и бедра).
| Круг  | Соперник       | Страна           | Итог   | С оценкой | Продолжительность |
| ----- | -------------- | ---------------- | ------ | --------- | ----------------- |
| 1/16  | Жуан Невиш     | Португалия       | Победа | иппон     | 1:56              |
| 1/8   | Луис Синохара  | Бразилия         | Победа | иппон     | 2:58              |
| 1/4   | Феличе Мариани | Италия           | Победа | вадза ари | 5:00              |
| 1/2   | Нил Экерсли    | Великобритания   | Победа | иппон     | 0:56              |
| Финал | Ким Джэ Ёп     | Республика Корея | Победа | иппон     | 1:09              |

В 1985 году занял второе место на командном кубке Международной федерации дзюдо в Париже, победил на турнире Pacific Rim Judo Championships в Токио, а в сентябре 1985 года стал чемпионом мира. После чемпионата оставил дзюдо, чтобы сконцентрироваться на преподавательской деятельности, но в 1987 году вернулся и завоевал второе место на чемпионате мира.
Был выбран для участия Летних Олимпийских играх 1988 года в Сеуле. В его категории боролись 36 дзюдоистов.
Синдзи Хосокава вновь не испытывал трудностей вплоть до полуфинала. В полуфинале он встретился с американцем Кевином Асано. У обоих дзюдоистов коронным приёмом был бросок через голову с упором ноги в живот, который они в разных вариантах пытались провести, но ни у кого не получилось заработать хотя бы кока. Встреча закончилось безрезультатно, и двое из трёх судей отдали победу американцу, что в Японии оценивается как «необъяснимое решение». В схватке за бронзовую медаль также без проблем победил.
| Круг            | Соперник              | Страна                         | Итог      | С оценкой | Продолжительность |
| --------------- | --------------------- | ------------------------------ | --------- | --------- | ----------------- |
| 1/16            | Аббан Бартоломеу Диаш | Ангола                         | Победа    | иппон     | 0:35              |
| 1/8             | Сальвадор Эрнандес    | Бразилия                       | Победа    | иппон     | 1:23              |
| 1/4             | Чжан Гоцзюнь          | Китай                          | Победа    | иппон     | 0:42              |
| 1/2             | Кевин Асано           | Соединённые Штаты Америки      | Поражение | юсэй-гати | 5:00              |
| За третье место | Сюй Цайчуань          | Китайская Республика (Тайвань) | Победа    | иппон     | 1:08              |

После олимпиады оставил активное дзюдо, в этот раз навсегда. Является тренером команды университета Тэнри. С октября 1988 года стал тренером Японской федерации дзюдо. С апреля 1997 года тренер Японского олимпийского комитета. Готовил к выступлениям, в частности, Тадахиро Номуру, у отца которого занимался в юности сам.